# شکیل اونیل
شکیل راشائون اونیل (به انگلیسی: Shaquille Rashaun O'Neal) ملقب به شکیل اونیل، بازیکن آمریکایی سابق ان‌بی‌ای است.

## زندگی ورزشی
او بسکتبال خویش را با تیم اورلاندو مجیک شروع کرد. بعدها به لس انجلس لیکرز، میامی هیت و فینکس سانز و کلیولند کاوالیرز رفت. او در آخرین سال بازی خود به «بوستون سلتیکس» پیوست و در پایان فصل ۲۰۱۰–۲۰۱۱ بازنشسته شد.
او تاکنون چهار بار (سه بار با لس انجلس لیکرز و یک بار با میامی هیت) قهرمان ان بی ای شده‌است.

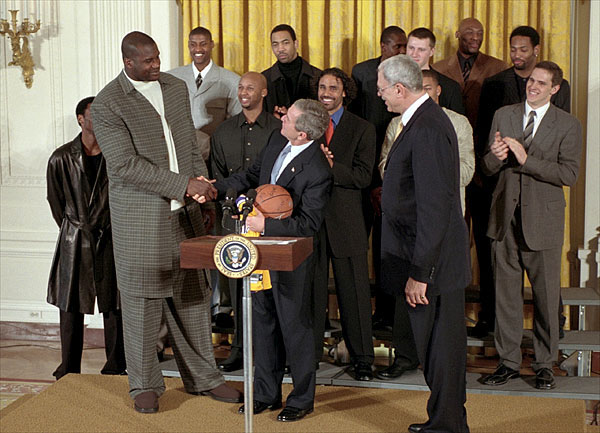
اونیل در حال دست دادن با جرج بوش در کاخ سفید پس از قهرمانی لیگ ان بی ای در سال ۲۰۰۲ در تیم لس آنجلس لیکرز

وی یکی از پنجاه بازیکن برتر تمامی ادوار ان بی ای به حساب می‌آید. همچنین نام او در تالار افتخارات ان بی ای به ثبت رسیده‌است. او تنها بازیکن در تاریخ ان بی ای به‌شمار می‌رود که توانسته در سیزده فصل پیاپی و متوالی آمار ۲۰ امتیاز و ۱۰ ریباند را در کارنامه به ثبت برساند.
او گذشته از فیزیک غول آسا و خشن یکی از خوش‌اخلاق‌ترین بازیکنان لیگ می‌باشد و در سال ۲۰۰۳ به عنوان مرد اخلاق انتخاب شده‌است. او بارها و بارها در مسابقات ستارگان شرکت داشته و سه بار هم در سالهای ۲۰۰۰ و ۲۰۰۴ و ۲۰۰۹ به عنوان بهترین بازیکن این مسابقات انتخاب شده‌است. او یکی از بهترین بازیکنان پست ۵ و یکی از نمادهای تاریخ ان بی ای به‌شمار می‌رود.
تخصص بازی او شوت‌های کوتاه و اسلم دانک‌های قدرتی است. او در پرتاب پنالتی ضعف دارد. بهترین آمار پرتاب پنالتی توسط وی ۶۰٪ به ثبت رسیده.

## زندگی شخصی

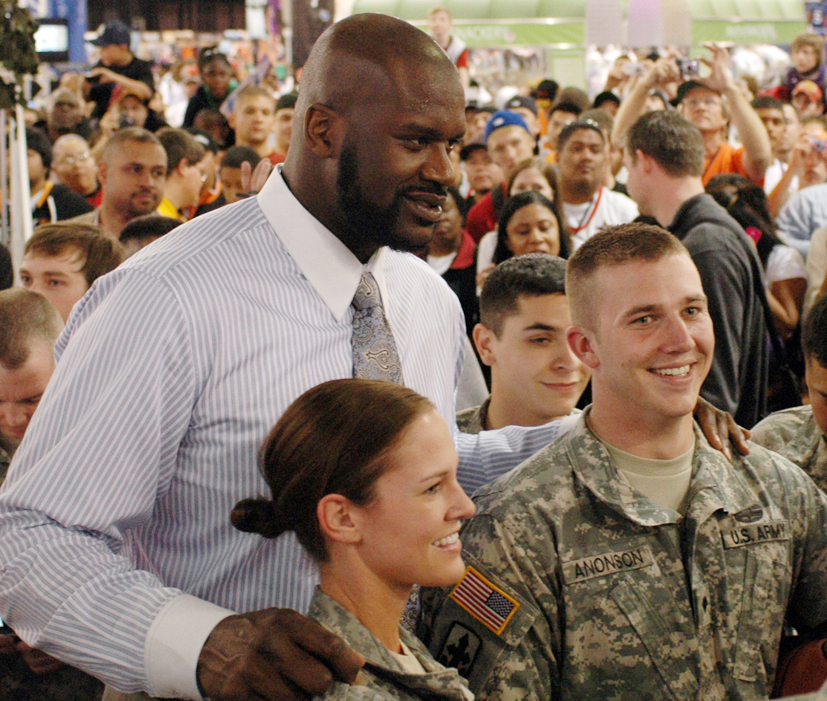

او در نیوجرسی به دنیا آمد و در سن آنتونیو در تگزاس دوران کودکی خود را گذرانید. اونیل همواره یکی از معروفترین بازیکنان ان بی ای بوده‌است.
او در زمینه سینما و موسیقی هم فعالیت دارد.
پدر شکیل اونیل یک درجه دار ارتش آمریکا می‌باشد.
وی دین خود را اسلام معرفی کرده‌است.
لقب اول او شک و لقب دومش دیزل است. اونیل با دو متر و شانزده سانتیمتر قد و ۱۵۴ کیلوگرم وزن، یکی از سنگین‌وزن‌ترین بازیکنان لیگ به‌شمار می‌رفت.

## فیلم‌شناسی
فهرست برخی از فیلم‌هایی که شکیل اونیل در آن‌ها به ایفای نقش پرداخته‌است:
- برگر خوب
- استیل
- او بازی را برد
- واش
- فردی انگولک شد
- پس از غروب
- من و بچه
- فیلم ترسناک ۴
- خانه خرگوشی
- جک و جیل
- بزرگ‌شده‌ها ۲
- اسمورف‌ها ۲
- فیلم لگو
- مخلوط
- نمایش سگ‌ها
- عمو درو
- آنچه مردان می‌خواهند
- هالووین هیوبی